# Lijst van spelers van Manchester United FC
Deze lijst bevat zowel huidige als voormalige voetballers van de Engelse voetbalclub Manchester United   (voorheen Newton Heath LYR FC). De namen zijn alfabetisch gerangschikt.

## A
- Peter Abbott  (1972-1974)
- Ernie Ackerley  (1961-1963)
- Stan Ackerley  (1959-1961)
- Alphonso Ainsworth  (1933-1934)
- John Aitken  (1895-1896)
- Nicky Ajose  (2009-2011)
- George Albinson  (1921-1922)
- Arthur Albiston  (1974-1988)
- Jack Allan  (1904-1907)
- Reg Allen  (1950-1953)
- Arthur Allman  (1914-1919)
- Alfred Ambler  (1899-1902)
- Ben Amos  (2008-2015)
- Sofyan Amrabat  (2023-heden)
- Anderson  (2007-2015)
- George Anderson  (1911-1918)
- John Anderson  (1946-1948)
- Trevor Anderson  (1972-1974)
- Viv Anderson  (1987-1991)
- Willie Anderson  (1963-1967)
- Michael Appleton  (1994-1997)
- Thomas Arkesden  (1902-1907)
- Andy Arnott  (1993)
- Beaumont Asquith  (1939-1945)
- John Astley  (1925-1928)
- John Aston, Jr  (1964-1972)
- John Aston, Sr  (1946-1954)
- Ken Ayres  (1973-1974)

## B
- Ray Baartz  (1963-1965)
- Gary Bailey  (1978-1987)
- Eric Bailly  (2016-2022)
- David Bain  (1922-1924)
- James Bain  (1899-1900)
- Jimmy Bain  (1924-1928)
- Bill Bainbridge  (1945-1946)
- Harry Baird  (1937-1938)
- Tommy Baldwin  (1974)
- Jack Ball  (1929-1930)  (1932-1935)
- John Ball  (1947-1950)
- William Ball  (1902-1903)
- Tommy Bamford  (1934-1938)
- Jack Banks  (1901-1903)
- Jimmy Bannister  (1906-1909)
- Jack Barber  (1919-1924)
- Phil Bardsley  (2003-2008)
- Cyril Barlow  (1919-1922)
- Michael Barnes  (2006-2008)
- Peter Barnes  (1985-1986)
- Francis Barrett  (1896-1900)
- Frank Barson  (1922-1928)
- Fabien Barthez  (2000-2004)
- Arthur Beadsworth  (1902-1903)
- Robert Beale  (1912-1919)
- Peter Beardsley  (1982-1983)
- Russell Beardsmore  (1986-1993)
- Bébé  (2010-2014)
- Robert Beckett  (1886-1987)
- David Beckham  (1992-2003)
- John Beddow  (1905-1907)
- Donny van de Beek (2020-heden)
- Bill Behan  (1933-1934)
- Alex Bell  (1903-1913)
- David Bellion  (2003-2006)
- Ray Bennion  (1921-1932)
- Geoff Bent  (1951-1958)
- Dimitar Berbatov  (2008-2012)
- Henning Berg  (1997-2000)
- Bill Berry  (1906-1909)
- Johnny Berry  (1951-1958)
- George Best  (1963-1974)
- Paul Bielby  (1973-1974)
- Brian Birch  (1948-1952)
- Herbert Birchenough  (1902-1903)
- Cliff Birkett  (1950-1956)
- Garry Birtles  (1980-1982)
- George Bissett  (1919-1921)
- Dick Black  (1932-1934)
- Tyler Blackett  (2014-2016)
- Clayton Blackmore  (1982-1994)
- Peter Blackmore  (1899-1900)
- Thomas Blackstock  (1903-1907)
- Laurent Blanc  (2001-2003)
- Jackie Blanchflower  (1951-1958)
- Horace Blew  (1906)
- Daley Blind  (2014-2018)
- Jesper Blomqvist  (1998-2001)
- Samuel Blott  (1909-1913)
- Peter Bodak  (1982)
- Horace Blew  (1906)
- Thomas Bogan  (1947-1952)
- Ernie Bond  (1950-1953)
- Robert Bonthron  (1903-1907)
- William Booth  (1900-1901)
- Cameron Borthwick-Jackson  (2015-2020)
- Mark Bosnich  (1989-1991) (1999-2001)
- Henry Boyd  (1896-1899)
- Billy Boyd  (1935)
- Thomas Boyle  (1928-1930)
- Leonard Bradbury  (1938-1940)
- Robbie Brady  (2010-2013)
- Febian Brandy  (2007-2010)
- Harold Bratt  (1957-1961)
- Alan Brazil  (1984-1986)
- Derek Brazil  (1986-1992)
- Grant Brebner  (1998)
- Jack Breedon  (1935-1945)
- Tommy Breen  (1936-1939)
- Shay Brennan  (1957-1970)
- Frank Brett  (1921-1922)
- Ronnie Briggs  (1960-1964)
- William Brooks  (1898-1899)
- Albert Broome  (1923-1924)
- Herbert Broomfield  (1907-1908)
- Berry Brown  (1946-1949)
- James Brown  (1892-1893)
- James Brown  (1932-1934)
- James Brown  (1935-1939)
- Wes Brown  (1998-2011)
- William Brown  (1896)
- Steve Bruce  (1987-1996)
- William Bryant  (1934-1945)
- Willie Bryant  (1896-1900)
- George Buchan  (1973-1974)
- Martin Buchan  (1972-1983)
- Ted Buckle  (1945-1949)
- Frank Buckley  (1905-1906)
- Jimmy Bullock  (1930-1931)
- William Bunce  (1902-1903)
- Herbert Burgess  (1906-1910)
- Ron Burke  (1946-1949)
- Thomas Burke  (1886-1891)
- Francis Burns  (1965-1972)
- Nicky Butt  (1992-2004)
- Alexander Büttner  (2012-2014)
- David Byrne  (1933-1934)
- Roger Byrne  (1951-1958)

## C
- James Cairns  (1894-1895)
- James Cairns  (1898)
- Fraizer Campbell  (2006-2009)
- William Campbell  (1893-1894)
- Éric Cantona  (1992-1997)
- Noel Cantwell  (1960-1967)
- Jack Cape  (1934-1937)
- Alfred Capper  (1911-1913)
- Johnny Carey  (1937-1953)
- James Carman  (1897-1898)
- Joseph Carolan  (1958-1960)
- Michael Carrick  (2006-2018)
- Roy Carroll  (2001-2005)
- Adam Carson  (1892-1893)
- Herbert Cartman  (1892-1893)
- Walter Cartwright  (1895-1904)
- Arthur Cashmore  (1913-1914)
- Chris Casper  (1993-1998)
- Joe Cassidy  (1892-1893) (1894-1900)
- Laurence Cassidy  (1947-1956)
- Joel Castro Pereira  (2015-2021)
- Craig Cathcart  (2007-2010)
- Luke Chadwick  (1999-2004)
- William Chalmers  (1932-1934)
- Billy Chapman  (1926-1928)
- Bobby Charlton  (1954-1973)
- James Chester  (2007-2011)
- Reginald Chester  (1935)
- Arthur Chesters  (1929-1933)
- Allenby Chilton  (1939-1955)
- Phil Chisnall  (1961-1964)
- Thomas Chorlton  (1912-1914)
- David Christie  (1907-1910)
- John Christie  (1902-1904)
- Jonathan Clark  (1975-1978)
- Joseph Clark  (1899-1900)
- John Clarkin  (1893-1896)
- Gordon Clayton  (1953-1959)
- Harry Cleaver  (1902-1903)
- Michael Clegg  (1996-2003)
- John Clements  (1948-1953)
- Frank Clempson  (1890-1894)
- Tom Cleverley  (2009-2015)
- Henry Cockburn  (1945-1955)
- Andy Cole  (1995-2001)
- Larnell Cole  (2011-2014)
- Clifford Collinson  (1946-1947)
- James Collinson  (1895-1901)
- Eddie Colman  (1955-1958)
- James Colville  (1892-1893)
- James Connachan  (1898-1899)
- Patrick Connaughton  (1966-1972)
- Thomas Connell  (1978-1982)
- John Connelly  (1964-1967)
- Edward Connor  (1909-1911)
- Terry Cooke  (1995-1996)
- Sam Cookson  (1914-1919)
- Ronald Cope  (1951-1961)
- Steve Coppell  (1975-1983)
- Tony Coton  (1996)
- James Coupar  (1892-1893) (1901-1902)
- Peter Coyne  (1975-1977)
- Thomas Craig  (1889-1891)
- Charles Craven  (1938)
- Patrick Crerand  (1962-1971)
- Jack Crompton  (1945-1956)
- Billy Crooks  (1922-1923)
- Garth Crooks  (1983-1984)
- Stan Crowther  (1957-1958)
- Jordi Cruijff  (1996-2000)
- Nick Culkin  (1995-2002)
- John Cunningham  (1898-1899)
- Laurie Cunningham  (1982-1983)
- Joseph Curry  (1908-1911)
- John Curtis  (1995-2000)

## D
- Gerard Daly (1973-1977)
- Matteo Darmian (2015-2019)
- Memphis Depay (2015-2017)
- Ritchie De Laet  (2009-2012)
- Ángel Di María  (2014-2015)
- Mame Biram Diouf  (2009-2012)
- Eric Djemba Djemba  (2003-2005)
- Dion Dublin (1992-1994)
- Tony Dunne  (1960-1973)

## E
- Chris Eagles  (2003-2008)
- John Earp  (1886-1887)
- Sylvan Ebanks-Blake  (2002-2006)
- Adam Eckersley  (2005-2007)
- Richard Eckersley  (2008-2009)
- Alfred Edge  (1891-1892)
- Hugh Edmonds  (1910-1912)
- Duncan Edwards  (1952-1958)
- Paul Edwards  (1969-1973)
- David Ellis  (1923-1924)
- Fredrick Erentz  (1892-1902)
- Henry Erentz  (1897-1898)
- Corry Evans  (2009-2011)
- George Evans  (1890-1891)
- Jonny Evans  (2007-2015)
- Sidney Evans  (1923-1925)
- Patrice Evra  (2006-2014)

## F
- Fábio  (2008-2014)
- Radamel Falcao  (2014-2015)
- Dong Fangzhuo  (2004-2008)
- Marouane Fellaini  (2013-2019)
- Rio Ferdinand  (2002-2014)
- Bruno Fernandes (2019-heden)
- Darren Fletcher  (2003-2014)
- Diego Forlan  (2001-2005)
- Quinton Fortune  (1999-2006)
- Ben Foster  (2005-2010)
- Timothy Fosu-Mensah  (2016-2021)
- Bill Foulkes  (1951-1971)
- Ezekiel Fryers  (2011-2012)

## G
- David de Gea  (2011-2023)
- Darron Gibson  (2005-2012)
- Ryan Giggs  (1990-2014)
- Angel Gomes  (2017-2020)
- Raimond van der Gouw  (1996-2002)
- David Gray  (2005-2010)
- Harry Gregg  (1957-1966)

## H
- Owen Hargreaves  (2007-2011)
- David Healy  (1999-2001)
- Gabriel Heinze  (2004-2007)
- Ángelo Henríquez  (2012-2015)
- Javier Hernández  (2010-2015)
- Ander Herrera  (2014-2019)
- Danny Higginbotham  (1997-2000)
- Tim Howard  (2003-2006)
- Mark Hughes  (1980-1986) (1988-1995)

## I
- Zlatan Ibrahimović (2016-2018)
- Richard Iddon  (1925-1927)
- Paul Ince  (1989-1995)
- Bill Inglis  (1925-1930)
- Denis Irwin  (1990-2002)

## J
- Reece James  (2013-2015)
- Saidy Janko  (2014-2015)
- Adnan Januzaj  (2013-2017)
- Sam Johnstone  (2011-2018)
- David Jones  (2003-2007)
- Phil Jones  (2011-2023)

## K
- Shinji Kagawa  (2012-2014)
- Andrej Kantsjelskis  (1990-1995)
- Michael Keane  (2011-2015)
- Roy Keane  (1993-2006)
- William Keane  (2011-2016)
- Brian Kidd  (1967-1974)
- Joshua King  (2009-2013)
- José Kléberson  (2003-2005)
- Tomasz Kuszczak  (2007-2012)

## L
- Ritchie De Laet (2009-2012)
- Henrik Larsson  (2007)
- Denis Law  (1962-1973)
- Tom Lawrence  (2013-2014)
- Anders Lindegaard  (2011-2015)
- Victor Lindelöf  (2017-heden)
- Jesse Lingard  (2012-2022)
- Donald Love  (2013-2016)
- Romelu Lukaku  (2017-2019)

## M
- Federico Macheda  (2008-2014)
- Manucho (2008-2009)
- Anthony Martial (2015-heden)
- Juan Mata (2014-2022)
- Nemanja Matić (2017-2022)
- Henrich Mchitarjan (2016-2018)
- Brian McClair (1987-1998)
- Paddy McNair  (2014-2016)
- Scott McTominay (2017-heden)
- Kevin Moran (1978-1988)
- Ravel Morrison  (2010-2012)
- Liam Miller  (2004-2006)
- Demetri Mitchell  (2017-2020)
- Arnold Mühren  (1982-1985)

## N
- Nani  (2007-2015)
- Daniel Nardiello  (1999-2005)
- Gary Neville  (1992-2011)
- Phil Neville  (1994-2005)
- Erik Nevland  (1997-2000)
- Ruud van Nistelrooij  (2001-2006)

## O
- André Onana (2023-heden)
- Gabriel Obertan  (2009-2011)
- John O'Shea  (1999-2011)
- Jesper Olsen  (1984-1989)
- Michael Owen  (2009-2012)

## P
- Louis Page  (1931-1933)
- Gary Pallister  (1989-1998)
- Albert Pape  (1924-1926)
- Ji-sung Park  (2005-2012)
- Paul Parker  (1991-1996)
- Samuel Parker  (1893-1895)
- Thomas Parker  (1930-1932)
- Robert Parkinson  (1898-1900)
- Edward Partridge  (1920-1929)
- Steven Paterson  (1974-1980)
- Andreas Pereira  (2014-2022)
- Robin van Persie  (2012-2015)
- Gerard Piqué  (2005-2008)
- Karel Poborský  (1996-1998)
- Paul Pogba  (2011-2012) (2016-2022)
- Rodrigo Possebon  (2008-2010)
- Nick Powell  (2012-2016)
- William Prunier  (1995-1996)
- Danny Pugh  (2000-2004)

## Q
- Jack Quin  (1908-1911)
- Albert Quixall  (1958-1964)

## R
- Paul Rachubka  (2000-2002)
- George Radcliffe  (1899)
- Charles Radford  (1921-1924)
- Rafael (2008-2015)
- Daniel Ramsay  (1890-1891)
- Charlie Ramsden  (1927-1932)
- Marcus Rashford  (2015-heden)
- William Rattigan  (1890-1891)
- William Rawlings  (1928-1929)
- Thomas Read  (1902-1908)
- William Redman  (1950-1954)
- Hubert Redwood  (1935-1940)
- Thomas Reid  (1928-1933)
- Clatworthy Rennox  (1924-1927)
- Ricardo  (2002-2005)
- Charles Richards  (1902-1903)
- William Richards  (1901-1902)
- Kieran Richardson  (2002-2007)
- Lancelot Richardson  (1926-1929)
- William Ridding  (1931-1934)
- Joseph Ridgway  (1895-1901)
- Jimmy Rimmer  (1968-1974)
- Andy Ritchie  (1977-1980)
- John Roach  (1946)
- David Robbie  (1935)
- Charlie Roberts  (1903-1913)
- Robert Roberts  (1913-1919)
- W. A. Roberts  (1897-1899)
- Sandy Robertson  (1903-1907)
- Alex Robbertson  (1903-1907)
- Thomas Robbertson  (1903)
- William Robbertson  (1934-1936)
- Mark Robins  (1988-1993)
- James Robinson  (1920-1922)
- Matthew Robinson  (1931-1932)
- Bryan Robson  (1981-1994)
- Lee Roche  (2001-2003)
- Paddy Roche  (1973-1982)
- Martyn Rogers  (1977-1979)
- Marcos Rojo  (2014-2021)
- Sergio Romero  (2015-2021)
- Cristiano Ronaldo  (2003-2009) & (2021-2022)
- Wayne Rooney  (2004-2017)
- Giuseppe Rossi  (2004-2007)
- Charles Rothwell  (1893-1897)
- Herbert Rothwell  (1900-1903)
- William Roughton  (1936-1939)
- Elijah Round  (1909-1919)
- Jocelyn Rowe  (1914)
- Harry Rowley  (1928-1932) (1934-1937)
- Jack Rowley  (1937-1955)
- Ezra Royals  (1912-1920)
- Jimmy Ryan  (1963-1970)

## S
- David Sadler  (1963-1974)
- Charles Sagar  (1905-1907)
- Louis Saha  (2004-2008)
- Alexis Sánchez  (2018-2019)
- Jadon Sancho (2021-heden)
- George Sapsford  (1919-1922)
- Edwin van der Sar  (2005-2011)
- Carlo Sartori  (1968-1972)
- William Sarvis  (1922-1925)
- James Saunders  (1901-1905)
- Robert Savage  (1937-1938)
- Robbie Savage  (1993-1994)
- ? Thomas Sawyer  (1899-1900)
- Albert Scanlon  (1954-1960)
- Peter Schmeichel  (1991-1999)
- Morgan Schneiderlin (2015-2017)
- Alfred Schofield  (1900-1906)
- George Schofield  (1920-1922)
- Joseph Schofield  (1903-1905)
- Percy Schofield  (1921-1922)
- Paul Scholes  (1994-2011) (2012-2013)
- Bastian Schweinsteiger (2015-2017)
- John Scott  (1921-1922)
- Jackie Scott  (1951-1956)
- Les Sealey  (1989-1992) (1993-1994)
- Maurice Setters  (1959-1965)
- Lee Sharpe  (1988-1997)
- William Sharpe  (1890-1992)
- Luke Shaw  (2014-heden)
- Ryan Shawcross  (2006-2008)
- Jackie Sheldon  (1909-1913)
- Teddy Sheringham  (1997-2001)
- Arnie Sidebottom  (1972-1975)
- Jack Silcock  (1919-1934)
- Mikaël Silvestre  (1999-2008)
- Danny Simpson  (2006-2010)
- John Sivebæk  (1985-1987)
- ? John Slater  (1890-1893)
- Paddy Sloan  (1937-1939)
- Thomas Sloan  (1978-1982)
- Henry Small  (1902-1905)
- Chris Smalling  (2010-2019)
- Alan Smith  (2004-2007)
- Albert Smith  (1925-1927)
- Jack Smith  (1937-1946)
- Lawrence Smith  (1902-1903)
- Richard Smith  (1894-1898) (1899-1902)
- Thomas Smith  (1924-1927)
- William Smith  (1901-1902)
- ? John Sneddon  (1891-1892)
- Ole Gunnar Solskjær  (1996-2007)
- Jonathan Spector  (2004-2005)
- Joe Spence  (1919-1933)
- Charles Spencer  (1928-1930)
- Walter Spratt  (1915-1920)
- George Stacey  (1907-1915)
- Harry Stafford  (1896-1903)
- Jaap Stam  (1998-2002)
- Frank Stapleton  (1981-1987)
- Luke Steele  (2002-2006)
- Alex Stepney  (1966-1978)
- Alfred Steward  (1920-1932)
- Cameron Steward  (2009-2011)
- Michael Stewart  (1997-2004)
- William Stewart  (1932-1934)
- Willie Stewart  (1889-1895)
- Norbert Stiles  (1960-1971)
- Herbert Stone  (1893-1895)
- Ian Storey-Moore  (1972-1973)
- Gordon Strachan  (1984-1989)
- Ernest Street  (1902-1904)
- John Sutcliffe  (1903-1905)
- Eric Sweeney  (1925-1930)

## T
- Massimo Taibi  (1999-2000)
- William Tait  (1886-1889)
- Norman Tapken  (1938-1947)
- Alan Tate  (2000-2004)
- Tommy Taylor  (1953-1958)
- Carlos Tevez  (2007-2009)
- Harry Thomas  (1922-1930)
- Mickey Thomas  (1978-1981)
- Ben Thornley  (1993-1998)
- Tom Thorpe  (2014-2015)
- Paul Tierney  (2000-2005)
- Mads Timm  (2002-2006)
- Graeme Tomlinson  (1994-1998)
- Zoran Tosic  (2009-2010)
- Axel Tuanzebe  (2015-heden)
- Ryan Tunnicliffe  (2009-2014)
- Sandy Turnbull  (1906-1915)
- Chris Turner  (1985-1988)
- Michael Twiss  (1996-2000)
- Sidney Tyler  (1922-1924)

## U
- Ian Ure  (1969-1971)

## V
- Víctor Valdés  (2015-2016)
- Antonio Valencia  (2009-2019)
- Robert Valentine  (1903-1908)
- James Vance  (1895-1896)
- Raphaël Varane (2021-heden)
- Guillermo Varela  (2013-2017)
- Marnick Vermijl  (2012-2015)
- Juan Sebastián Verón  (2001-2003)
- Frédéric Veseli  (2012-2013)
- Nemanja Vidić  (2006-2014)
- Ernest Vincent  (1931-1935)
- Dennis Violet  (1952-1962)
- George Vose  (1933-1940)

## W
- Danny Wallace (1989-1993)
- Danny Welbeck  (2008-2014)
- Norman Whiteside  (1982-1989)
- Ray Wilkins  (1979-1984)
- James Wilson  (2014-2019)
- Wout Weghorst  (2023)

## Y
- Hussain Yasser  (2002-2004)
- William Yates  (1906-1907)
- Dwight Yorke  (1998-2002)
- Arthur Young  (1906)
- Ashley Young  (2011-2020)
- Terence Young  (1970-1976)

## Z
- Wilfried Zaha  (2013-2015)
- Ron-Robert Zieler  (2008-2010)